# Маркос Гоміш ді Араужу
Маркос Гоміш ді Араужу (порт. Marcos Gomes de Araujo; нар. 23 березня 1976, Батагуассу), більш відомий як Маркіньюс (порт. Marquinhos) — бразильський футболіст, що грав на позиції нападника.
Провів більшу частину своєї кар'єри, виступаючи за клуби Джей-ліги. Чотириразовий чемпіон Японії, триразовий володар Суперкубка Японії, а також переможець Кубка Імператора.

## Ігрова кар'єра
Маркіньюс почав свою професійну кар'єру в Іспанії, в клубі Сегунди «Оренсе», в якому провів один сезон, взявши участь у 18 матчах чемпіонату. Згодом з 1997 року виступав за бразильські клуби «Операріо Ферровіаріо» та «Корітіба».
З 2001 року став грати в японській Джей-лізі за «Токіо Верді», де провів два сезони, після чого виступаючи за клуб «Йокогама Ф. Марінос» у сезоні 2003 року став чемпіоном Японії.
Протягом сезону 2004 року захищав кольориклубу «ДЖЕФ Юнайтед», а 2005 року уклав контракт з клубом «Сімідзу С-Палс», у складі якого провів наступні два роки своєї кар'єри гравця. Граючи у складі «Сімідзу С-Палс» також здебільшого виходив на поле в основному складі команди і був серед найкращих голеодорів, відзначаючись забитим голом в середньому щонайменше у кожній третій грі чемпіонату.
З 2007 року три сезони захищав кольори команди клубу «Касіма Антлерс». Тренерським штабом нового клубу також розглядався як гравець «основи». І в цій команді продовжував регулярно забивати, в середньому 0,49 рази за кожен матч чемпіонату. У 2008 році став найкращим бомбардиром Джей-ліги з 21 голами, вигравши разом із «Антлерс» другий чемпіонський титул поспіль. В кінці року був визнаний найціннішим гравцем Джей-ліги, ставши другим гравцем «Антлерс» після легендарного Жоржиньйо, який виграв найпрестижнішу індивідуальну нагороду японського чемпіонату.
24 квітня 2010 року, в матчі 8 туру проти «Йокогама Ф. Марінос», забив свій сотий гол у Джей-лізі, ставши лише п'ятим гравцем після Кадзуйосі Міури, Масасі Накаями, Уеслея і Тосії Фудзіти, кому вдалося подібне досягнення.
21 січня 2011 року підписав контракт з клубом «Вегалта Сендай». Зіграв за новий клуб всього один матч, у першому турі нового сезону, після чого 9 квітня 2011 року розірвав контракт за обопільною згодою через важку психологічну травму, пережиту ним під час землетрусу 11 березня і його наслідків.
Відразу ж після одержання гравцем статусу вільного агента, бразильський клуб «Атлетіко Мінейро», за порадою головного тренера клубу «Касіма Антлерс» Освалдо де Олівейри, підписав дворічний контракт з нападником.
З 2012 року знову, цього разу два сезони, захищав кольори клубу «Йокогама Ф. Марінос». Тренерським штабом також розглядався як гравець «основи» і продовжував регулярно забивати, в середньому 0,48 рази за кожен матч чемпіонату.
Завершив професійну ігрову кар'єру у клубі «Віссел» (Кобе), за команду якого виступав протягом 2014—2015 років.

## Титули і досягнення

### Командні
- Чемпіон Японії (4):

«Йокогама Ф. Марінос»: 2003
«Касіма Антлерс»: 2007, 2008, 2009
- Володар Кубка Імператора Японії (2):

«Касіма Антлерс»: 2007
«Йокогама Ф. Марінос»: 2013
- Володар Суперкубка Японії (2):

«Касіма Антлерс»: 2009, 2010

### Особисті
- Найкращий бомбардир Джей-ліги: 2008 (21 гол)
- Найцінніший гравець Джей-ліги: 2008